# Zürichi repülőtér

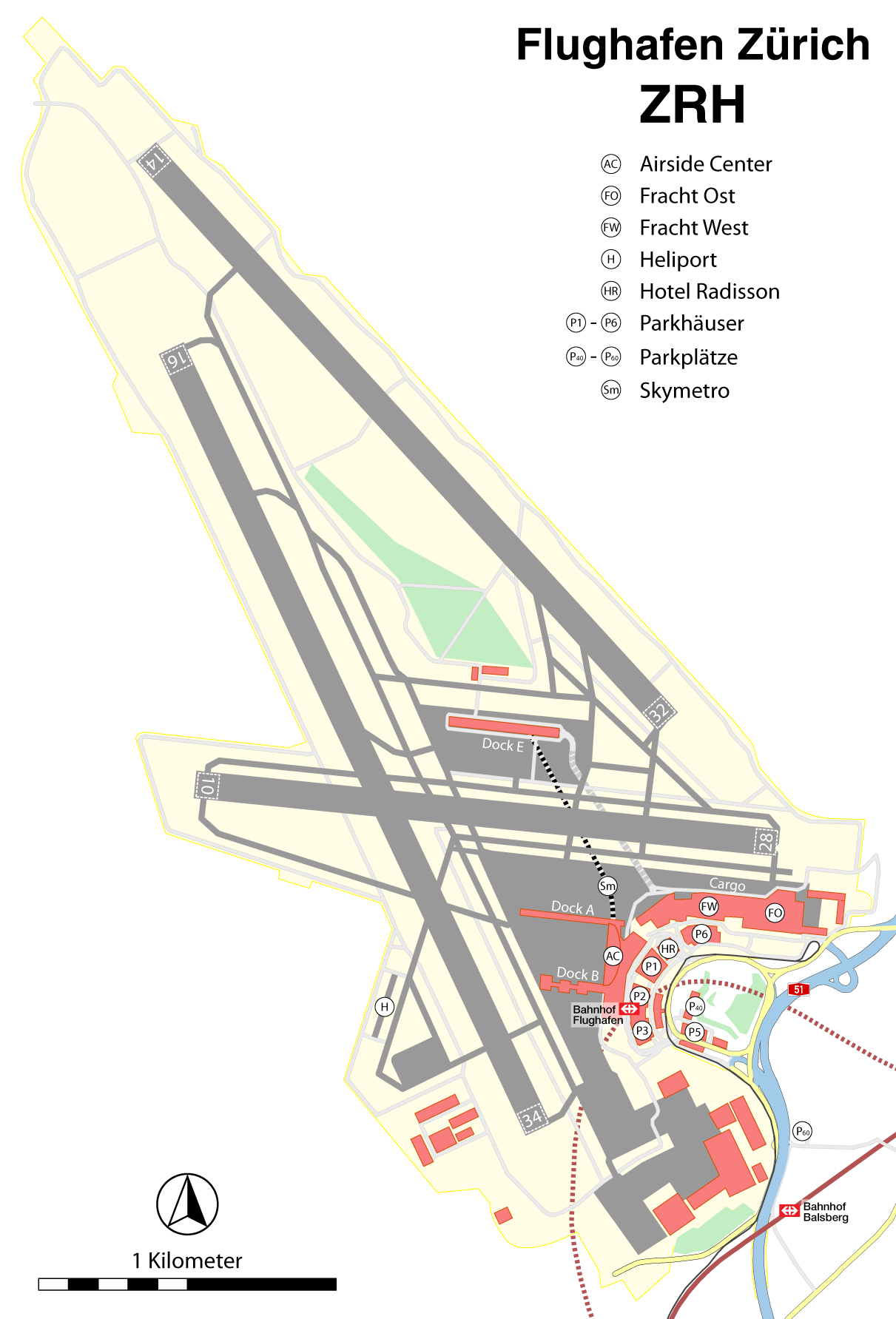

A zürichi repülőtér (IATA: ZRH, ICAO: LSZH) (korábbi nevén: Kloten Airport) a svájci Kloten városa mellett fekszik. Ez Svájc legnagyobb utasforgalmat lebonyolító nemzetközi repülőtere, valamint a Swiss svájci légitársaság bázisrepülőtere. Éves utasforgalma 22 561 132 fő (2022).

## Elhelyezkedés
A repülőtér 13 km-re északra található Zürich városától, Kloten város határában. Megközelíthető autóval az A51-es sztrádáról, az S2-es és S16-os S-Bahn szerelvényekkel, valamint HÉV-vel (Glattalbahn). Néhány helyi busz is érinti a repteret.

## A repülőtér számokban
A repülőtér utasforgalmi területe három terminálból áll: A, B és E. A B a legrégibb, az E 2009 őszén nyílt, az A pedig folyamatos felújítás alatt áll. A terminálok a futópályák által bezárt háromszögben találhatók, így a közlekedés közöttük csak a föld alatt lehetséges.
Noha Svájc nem tagja az EU-nak, ennek ellenére a Schengeni egyezményben foglaltak rá is érvényesek, ám csak 2009. márciusától alkalmazza a repülőterein. Az ellenőrzések szúrópróba szinten ugyan, de megmaradnak.
| Év   | 1.                 | 2.                     | 3.                   |
| ---- | ------------------ | ---------------------- | -------------------- |
| 2006 | Swiss (10.311.147) | Lufthansa (961.860)    | Air Berlin (961.860) |
| 2007 | Swiss (11.416.512) | Air Berlin (1.119.912) | Lufthansa (974.738)  |

| Év              | Utasforgalom (fő) | Kihasználtság (%) Kapacitás: 36 millió fő | Teherforgalom (tonna) | Gépmozgások száma | Posta forgalom (tonna) |
| --------------- | ----------------- | ----------------------------------------- | --------------------- | ----------------- | ---------------------- |
| 2007            | 20.739.113        | 57,61                                     | 374.264               | 268.476           | 25.343                 |
| 2008            | 22.099.233        | 61,39                                     | 387.671               | 274.991           | 32.172                 |
| 2009 (Becslés!) | 23.330.957        | 64,81                                     | 404.094               | 280.510           | 50.900                 |

### Frekvencia adatok
A repülőgépek az alábbi URH frekvenciákon tudnak kapcsolatba lépni a légiirányítással:
- Zürich közel-körzet (nyugati irány): 118.000 Mhz
- Zürich közel-körzet (keleti irány): 120.750 Mhz
- Zürich közel-körzet (indulás): 125.950 Mhz
- Zürich torony (kizárólag landolásnál, magas forgalomnál): 125.325 Mhz
- Zürich torony: 118.100 Mhz
- Zürich gurító (a 28-astól északra): 121.850 Mhz
- Zürich gurító (a 28-astól délre): 121.750 Mhz
- Zürich gurító: 121.900 Mhz
- Zürich Delivery: 121.800 Mhz
- Zürich ATIS (érkező): 128.525 Mhz
- Zürich ATIS (induló): 129.000 Mhz

## Utasforgalom
Az utasforgalom az elmúlt években az alábbi módon változott:
| Utasok száma | 157 709 | 9 103 802 | 16 276 699 | 22 450 494 | 17 252 906 | 20 739 113 | 24 337 954 | 26 281 228 | 31 113 488 | 22 561 132 |
|              | 1950    | 1985      | 1996       | 2000       | 2004       | 2007       | 2011       | 2015       | 2018       | 2022       |

## Légitársaságok és úticélok
2025-ben a Zürichi repülőtérről az alábbi járatok indulnak (Utoljára frissítve: 2025-03-1):

### Személy
| Légitársaság                  | Célállomások |
| ----------------------------- | --- |
| Aegean Airlines               | Athén, Thessaloniki Szezonális: Heraklion |
| Aer Lingus                    | Dublin |
| Air Cairo                     | Szezonális: Hurghada, Marsa Alam |
| Air Canada                    | Toronto–Pearson |
| Air Corsica                   | Szezonális: Ajaccio |
| Air Europa                    | Madrid |
| Air France                    | Párizs-Charles de Gaulle repülőtér |
| Air India                     | Delhi |
| Air Montenegro                | Podgorica |
| Air Serbia                    | Belgrád Szezonális: Niš |
| airBaltic                     | Riga |
| American Airlines             | Philadelphia |
| Austrian Airlines             | Bécs |
| BeOnd                         | Dubai–Al Maktoum, Malé |
| Blue Islands                  | Szezonális charter: Guernsey, Jersey ( 2025 május 17-től) |
| British Airways               | London–City, London–Heathrow |
| Brüsszel Airlines             | Brüsszel |
| Bulgaria Air                  | Szófia |
| Cathay Pacific                | Hongkong |
| Chair Airlines                | Gran Canaria, Hurghada, Marsa Alam, Ohrid, Palma de Mallorca, Priština, Sarm es-Sejk, Szkopje, Tenerife–South Szezonális: Fuerteventura, Heraklion, Ibiza, Kosz, Lárnaka, Rodosz |
| Condor                        | Frankfurt (kezdődik 2025 március 30-tól) Szezonális: Heraklion, Ibiza, Kosz, Lárnaka, Palma de Mallorca, Rodosz |
| Corendon Airlines             | Szezonális: Antalya |
| Croatia Airlines              | Zágráb Szezonális: Dubrovnik, Póla, Split |
| Cyprus Airways                | Lárnaka |
| Delta Air Lines               | New York–JFK Szezonális: Atlanta |
| easyJet                       | Berlin, Bordeaux, Lisszabon, London–Gatwick, London–Luton, Manchester, Porto, Róma–Fiumicino (kezdődik 2025 március 30-tól) (kezdődik 2025 március 31-től), Nápoly, Olbia (kezdődik 2025 június 23-tól), Palma de Mallorca (kezdődik 2025 március 30-tól) |
| Edelweiss Air                 | Bergen, Cancún, Catania, Edinburgh, Fuerteventura, Funchal, Giza, Gran Canaria, Hurghada, Kittilä, Lamezia Terme, Lanzarote, Marsa Alam, Mauritius, Palma de Mallorca, Priština, Punta Cana, San José (CR), Szkopje, Split, Tampa, Tbiliszi (kezdődik 2025 április 12-től), Tenerife–South Tunisz (kezdődik 2025 december 18-tól) Szezonális: Agadir, Akureyri, Antalya, Bari, Biarritz, Bilbao,[forrás?] Boa Vista,[forrás?] Bodrum, Bogotá, Bristol (kezdődik 2025 június 9-től), Cagliari, Calgary, Calvi (kezdődik 2025 július 6-tól), Fokváros, Cartagena, Haniá, Colombo–Bandaranaike, Korfu, Cork,[forrás?] Dalaman, Denver, Dzserba, Faro, Figari, Halifax (kezdődik 2025 július 3-tól), Harstad/Narvik, Havana (vége 2025 február 27-től), Heraklion, Ibiza, Ivalo, Jerez de la Frontera, Kalamata, Kilimanjaro, Kosz, Kuusamo, La Palma, Lárnaka, Las Vegas, Liberia (CR), Luxor, Mahé, Malé, Marrákes, Menorca, Montego Bay, Maszkat, Mikonosz, Newquay, Ohrid, Olbia, Phuket, Ponta Delgada, Preveza, Puerto Plata, Póla, Reykjavík–Keflavík, Rodosz, Sal, Salalah (kezdődik 2025 február 25-től), Számosz, Santiago de Compostela, Szantorini, Seattle/Tacoma (kezdődik 2025 június 2-től), Sevilla, Sarm es-Sejk, Szkíathosz, Terceira (kezdődik 2025 június 25-től), Tivat, Tromsø, Tunisz, Vancouver, Várna, Zára (kezdődik 2025 június 28-tól) Zákinthosz, Zanzibar (kezdődik 2025 október 28-tól) Szezonális charter: Rovaniemi |
| Egyptair                      | Kairó |
| El Al                         | Tel-Aviv |
| Emirates                      | Dubai–International |
| Ethiopian Airlines            | Addisz Abeba, Milánó–Malpensa |
| Etihad Airways                | Abu-Dzabi |
| Eurowings                     | Berlin, Köln/Bonn, Düsseldorf, Hamburg Szezonális: Palma de Mallorca |
| Finnair                       | Helsinki |
| GP Aviation                   | Priština |
| Helvetic Airways              | Szezonális: Antalya, Harstad/Narvik, Heraklion, Hurghada, Kittilä, Kosz, Lárnaka, Palma de Mallorca |
| Iberia                        | Madrid |
| Icelandair                    | Reykjavík–Keflavík |
| Israir Airlines               | Szezonális: Tel-Aviv |
| ITA Airways                   | Róma–Fiumicino |
| KLM                           | Amszterdam |
| KM Malta Airlines             | Málta |
| Korean Air                    | Szezonális: Szöul–Incshon |
| LOT Polish Airlines           | Varsó–Chopin |
| Lufthansa                     | Frankfurt, München |
| Nile Air                      | Charter: Hurghada |
| Oman Air                      | Szezonális: Maszkat |
| Pegasus Airlines              | Isztambul–Sabiha Gökçen, İzmir (kezdődik 2025 szeptember 20-tól) |
| Qatar Airways                 | Doha |
| Royal Jordanian               | Amman–Queen Alia |
| Saudia                        | Rijád Szezonális: Jeddah |
| Scandinavian Airlines         | Koppenhága, Oslo, Stockholm–Arlanda |
| Singapore Airlines            | Szingapúr |
| SunExpress                    | Ankara, Antalya, Gaziantep, İzmir Szezonális: Dalaman |
| Swiss International Air Lines | Alicante, Amszterdam, Athén, Bangkok–Suvarnabhumi, Barcelona, Bejrút, Belgrád, Berlin, Birmingham, Bologna, Bordeaux, Boston, Bréma, Brindisi, Brüsszel, Bukarest–Otopeni, Budapest, Buenos Aires–Ezeiza, Kairó, Chicago–O'Hare, Kolozsvár, Koppenhága, Delhi, Dresden, Dubai–International, Dublin, Düsseldorf, Firenze, Frankfurt, Gdańsk, Genf, Göteborg, Graz, Hamburg, Hanover, Hongkong, Johannesburg–O.R. Tambo, Kassa, Krakkó, Lisszabon, Ljubljana, London–City, London–Heathrow, Los Angeles, Luxembourg, Madrid, Málaga, Manchester, Marseille, Miami, Milánó–Malpensa, Montreal–Trudeau, Mumbai, München, Nápoly, Newark, New York–JFK, Nizza, Oslo, Palermo, Palma de Mallorca, Párizs-Charles de Gaulle repülőtér, Porto, Prága, Róma–Fiumicino, San Francisco, São Paulo–Guarulhos, Szarajevo, Sanghaj-Putung, Szingapúr, Szófia, Stockholm–Arlanda, Stuttgart, Tallinn, Tel-Aviv, Thessaloniki, Tirana, Tokio–Narita, Valencia, Velence, Bécs, Vilnius, Varsó–Chopin, Washington–Dulles, Wrocław Szezonális: Billund, Bristol (vége 2025 június 9-től), Dubrovnik (kezdődik 2025 április 17-től), Heringsdorf (kezdődik 2025 június 28-tól), London–Gatwick, Málta, Montpellier (kezdődik 2025 június 27-től), Nantes, Niš (újrakezdődik 2025 június 30-tól), Szöul–Incshon, Sylt, Toronto–Pearson |
| Tailwind Airlines             | Szezonális charter: Antalya |
| TAP Air Portugal              | Lisszabon, Porto |
| Thai Airways International    | Bangkok–Suvarnabhumi |
| Travelcoup                    | Szezonális: Ibiza, München, Palma de Mallorca |
| Tunisair                      | Szezonális: Dzserba, Tunisz |
| Turkish Airlines              | Isztambul Szezonális: Gaziantep |
| United Airlines               | Chicago–O'Hare, Newark, Washington–Dulles Szezonális: San Francisco |
| Vueling                       | Barcelona Szezonális: Bilbao |

### Cargo
| Légitársaság     | Célállomások        |
| ---------------- | ------------------- |
| Korean Air Cargo | Szöul–Incshon, Bécs |
| Turkish Cargo    | Isztambul           |

## Galéria

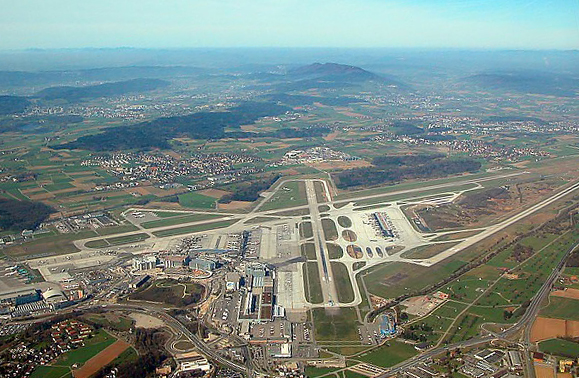
A repülőtér madártávlatból
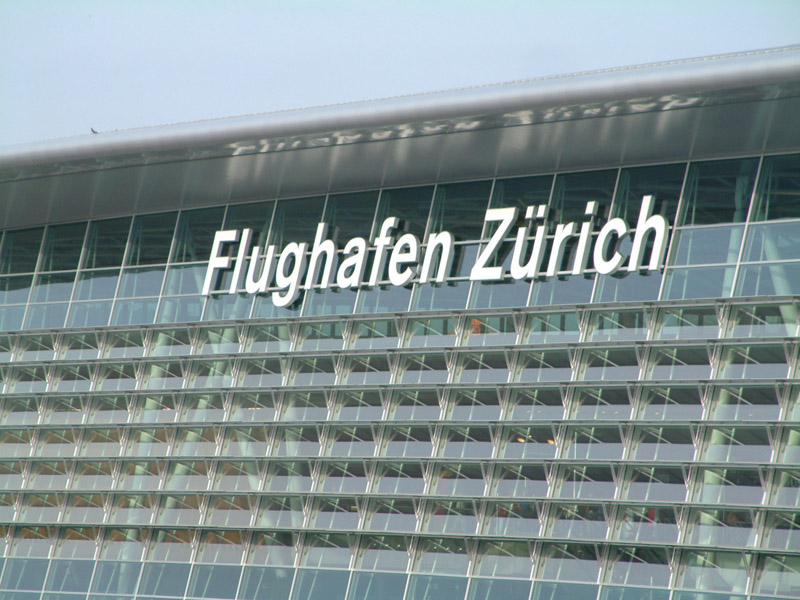
A repülőtér nevét jelző felirat az egyik terminálon
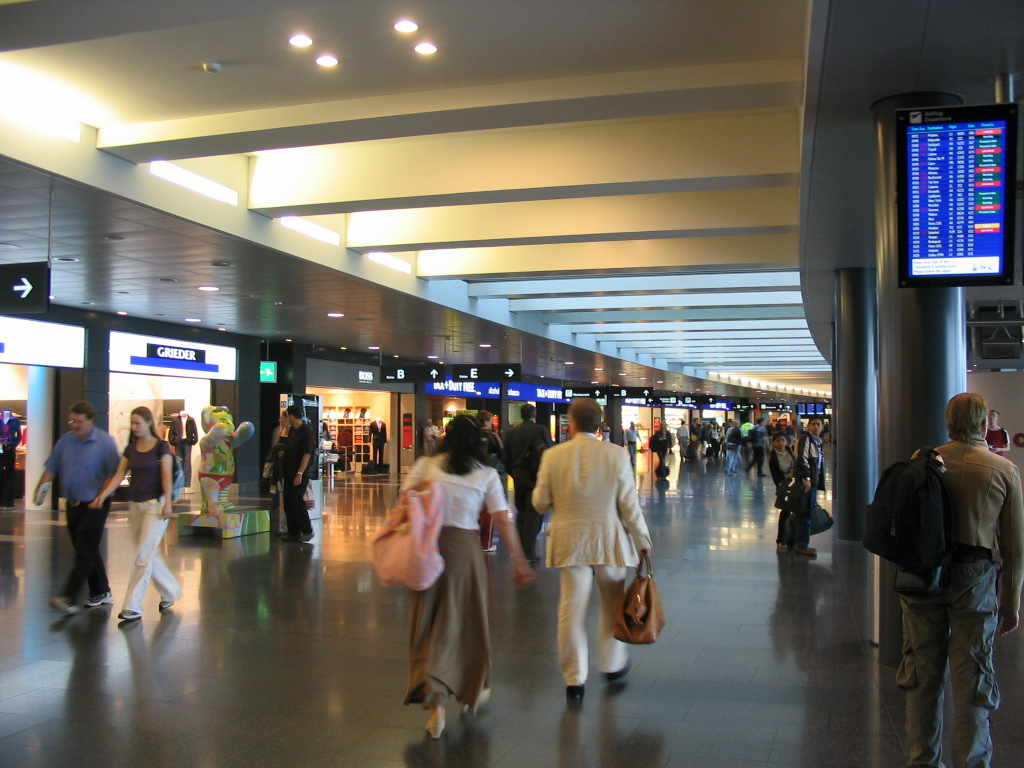
Tranzitváró
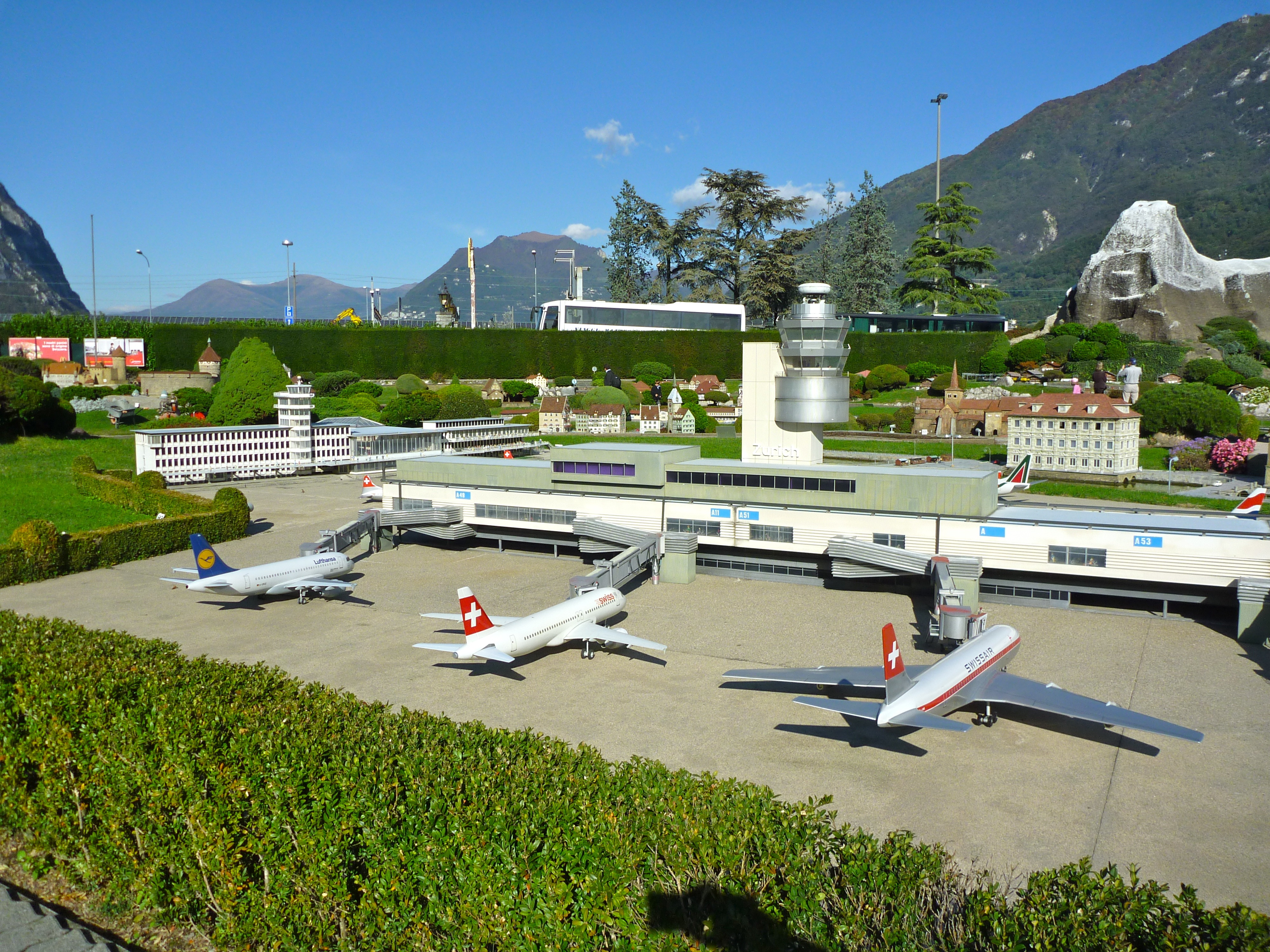
A repülőtér makettje, a ticinói Swissminiatur élményparkban